# Drosophila setosifrons
Drosophila setosifrons este o specie de muște din genul Drosophila, familia Drosophilidae, descrisă de Hardy și Kaneshiro în anul 1968. Conform Catalogue of Life specia Drosophila setosifrons nu are subspecii cunoscute.